# Harry Britt
Harry Britt (8 de junho de 1938 – 24 de junho de 2020) foi um ativista LGBT e político norte-americano que ocupou o cargo de supervisor da cidade de São Francisco, Califórnia. Foi indicado ao posto pela primeira vez em janeiro de 1979 pela prefeita  Dianne Feinstein, sucedendo Harvey Milk, que havia sido assassinado na prefeitura junto com o prefeito George Moscone por outro supervisor, Dan White.
Britt foi eleito supervisor em 1980, 1984 e 1988. Foi presidente do Conselho de Supervisores de 1989-1990.
Introduziu a legislação sobre parceira doméstica em 1982, que foi aprovada pelo Conselho de Supervisores,  mas vetada pela prefeita Feinstein. Em 1989, sob a liderança de Britt, o Conselho aprovou novamente a legislação, que foi assinada pelo prefeito Art Agnos. Entretanto, os eleitores rejeitaram a lei de parceria doméstica quando foi a voto popular. Uma versão modificada foi reinstituída em votação popular em 1990, também escrita por Britt.

Britt decidiu não concorrer a reeleição em 1992.
Morreu no dia 24 de junho de 2020, aos 82 anos.